# Pierre Grillet (parolier)
Pour les articles homonymes, voir Grillet (homonymie).
Ne pas confondre avec Pierre Grillet, footballeur.
Pierre Grillet, né le 31 octobre 1951, est un musicien et parolier français. Il a écrit pour de nombreux artistes francophones commençant avec Nicoletta en 1977 ; il est notamment l'auteur de Madame rêve d'Alain Bashung.